# Вальдес (Колорадо)
Вальдес (англ. Valdez) — переписна місцевість (CDP) в США, в окрузі Лас-Анімас штату Колорадо. Населення — 46 осіб (2020).

## Географія
Вальдес розташований за координатами 37°7′33″ пн. ш. 104°40′22″ зх. д. / 37.12583° пн. ш. 104.67278° зх. д. (37.125794, -104.672861).  За даними Бюро перепису населення США в 2010 році переписна місцевість мала площу 4,17 км², уся площа — суходіл.

## Демографія
Згідно з переписом 2010 року, у переписній місцевості мешкало 47 осіб у 23 домогосподарствах у складі 13 родин. Густота населення становила 11 особа/км².  Було 26 помешкань (6/км²).
Расовий склад населення:
| - 76,6 % — білих - 2,1 % — корінних американців - 21,3 % — осіб інших рас |

До двох чи більше рас належало 0,0 %. Частка іспаномовних становила 61,7 % від усіх жителів.
За віковим діапазоном населення розподілялося таким чином: 17,0 % — особи молодші 18 років, 68,1 % — особи у віці 18—64 років, 14,9 % — особи у віці 65 років та старші. Медіана віку мешканця становила 54,8 року. На 100 осіб жіночої статі у переписній місцевості припадало 113,6 чоловіків;  на 100 жінок у віці від 18 років та старших — 129,4 чоловіків також старших 18 років.
Цивільне працевлаштоване населення становило 6 осіб. Основні галузі зайнятості: публічна адміністрація — 50,0 %, будівництво — 50,0 %.